# Zygmunt Ruszczewski

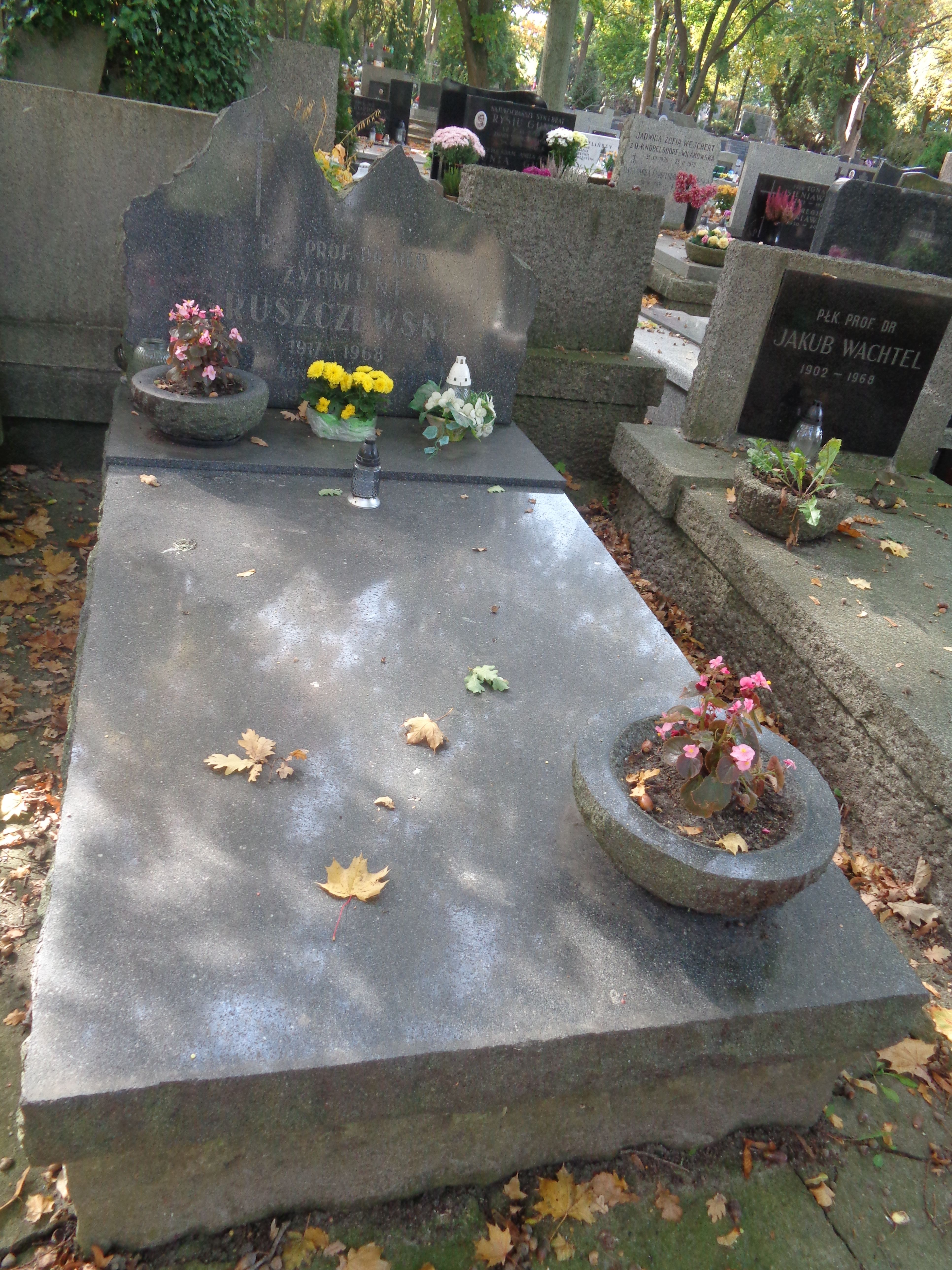
Grób Zygmunta Ruszczewskiego na Cmentarzu Wojskowym na Powązkach

Prof. dr med. Zygmunt Edward Ruszczewski (ur. 3 marca 1917 w Kazaniu, zm. 1 września 1968) – anatomopatolog, naukowiec i organizator życia naukowego i zawodowego polskiej anatomii patologicznej. Założyciel i pierwszy Dyrektor Centrum Medycyny Doświadczalnej i Klinicznej Polskiej Akademii Nauk w Warszawie, Kierownik Katedry Anatomii Patologicznej Instytutu Kształcenia Podyplomowego Wojskowej Akademii Medycznej w Warszawie, Naczelny Anatomopatolog Wojska Polskiego, członek założyciel Polskiego Towarzystwa Anatomopatologów i wieloletni wiceprezes jego Zarządu Głównego, pułkownik WP
Odznaczony Krzyżem Kawalerskim Orderu Odrodzenia Polski oraz Złotym Krzyżem Zasługi. 
Pochowany jest na Cmentarzu Komunalnym (dawnym Wojskowym) na Powązkach w Warszawie (kwatera B14-3-11).